# Ingvild Kjerkol
Ingvild Kjerkol (Stjørdal, 18 mei 1975) is een Noors politica van Arbeiderpartiet. Sinds oktober 2021 is zij minister van Volksgezondheid in het kabinet van Jonas Gahr Støre. 

## Biografie
Kjerkol werd geboren in Stjørdal in de toenmalige provincie Nord-Trøndelag, als dochter van psycholoog Ole Meier Kjerkol en verpleegkundige Bodil Johnne Kjerkol .. Haar vader was actief in de gemeentepolitiek voor SV. Ze volgde middelbaar onderwijs in haar geboortedorp, waarna ze een jaar als au-pair werkte in Frankrijk. Na terugkomst studeerde ze psychologie aan de NTNU in Trondheim. In 2021 volgde zij nog een master kennisleer aan de  Nord Universiteit.

## Politieke carrière
Kjerkol werd in 1995 voor Arbeiderpartiet gekozen tot lid van de gemeenteraad van Stjørdal. Dat bleef zij tot 2011, vanaf 2003 combineerde zij dat met het lidmaatschap van de provincieraad van Nord-Trøndelag. In 2013 werd zij voor het eerst in de Storting gekozen. Zij hield zich voornamelijk bezig met Volksgezondheid en Transport. Na de verkiezingen van 2021 werd zij minister van Volksgezondheid in het kabinet van  Jonas Gahr Støre.

## Beleid
Een van de eerste daden van Kjerkol als minister was een reactie op de aanslag in Kongsberg. Zij verklaarde dat de kwaliteit van de Noorse gezondheidszorg onvoldoende was om de benodigde zorg te bieden aan gevaarlijke personen. Om hier wat aan te doen kondigde zij samen met de minister voor Onderwijs aan dat er 500 extra opleidingsplaatsen zouden komen voor verpleegkundigen.